# La Maladie du chef Lone
La Maladie du chef Lone (titre original : The Sickness of Lone Chief) est une nouvelle américaine de Jack London publiée aux États-Unis en 1902.

## Historique
La nouvelle est publiée dans le périodique Out West en octobre 1902 et dans le recueil Les Enfants du froid en septembre 1902.

## Résumé
Sur les bords du Yukon, le Dernier Chef, accompagné de son fidèle Mutsak, raconte à l'homme blanc comment il devint à la fois chef et chaman  de sa tribu : « Mais, sache, ô homme blanc, que j'étais très malade... »

## Éditions

### Éditions en anglais
- The Sickness of Lone Chief, dans le Out West, Los Angeles, octobre 1902.
- The Sickness of Lone Chief, dans le recueil Children of the Frost, New York ,The Macmillan Co, septembre 1902.

### Traductions en français
- La Maladie du chef Lone,  traduit par Louis Postif, in  Je sais tout, n° 217, périodique, 15 janvier 1924.
- La Maladie du dernier chef,  traduit par Louis Postif, in  Ric et Rac, n° 71, périodique, 19 juillet 1930[2].
- La Maladie du dernier chef, traduit par Louis Postif, in Les Enfants du froid, recueil, Hachette, 1932.

## Sources
- « Bibliographie de Jack London », sur jack-london.fr (consulté le 20 février 2024)